# Henry W. Corbett
Pour les articles homonymes, voir Corbett.
Henry Winslow Corbett (18 février 1827 – 31 mars 1903) est un homme d'affaires et homme politique américain qui fut élu sénateur au Congrès des États-Unis pour l'Oregon de 1867 à 1873 en tant que républicain.

## Biographie
Henry Winslow Corbett est né le 18 février 1827 à Westborough dans le Massachusetts et grandit à White Creek dans l'État de New York. Travaillant pour la Williams, Bradford & Company à New York, il est envoyé dans l'Oregon pour y faire du commerce.
En 1866, il est élu sénateur au Congrès des États-Unis pour l'Oregon en tant que républicain et sert à ce poste de 1867 à 1873.
Il meurt le 31 mars 1903 à Portland.